# Magie (jeu vidéo)
Pour les articles homonymes, voir Magie.

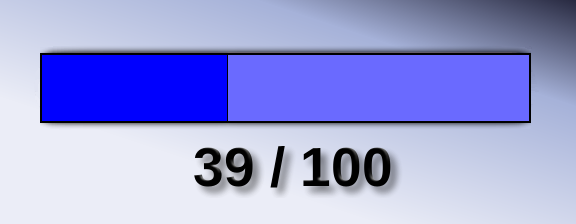
Une barre de mana.

La magie, ou le mana, est un élément de gameplay d'un jeu vidéo très fréquemment présent dans les jeux de rôles. Elle est utilisée par différents archétypes de personnages ou objets et prend donc différentes formes. Elle peut être introduite sous la forme de caractéristiques ou capacités à acquérir ou faire progresser, ou sous forme d'objet à utiliser. La magie se mesure généralement en points de magie, abrégé en MP, ou en points de mana ; Elle est souvent affichée sous forme du rapport par exemple 50/60 MP, ou sous forme de jauge que le joueur doit alimenter. Ces magies octroient différentes capacités aux personnages joueurs, comme la possibilité d'attaquer, de se défendre, de réaliser diverses actions spécifiques ou de régénérer la santé des personnages.

## Implémentation et représentation de la magie

### Points magiques (PM)
Dans certains jeux, on utilise les points magiques (PM) pour pouvoir utiliser la magie. Les PM sont donc une réserve de points, qui diminue en fonction des coûts des compétences magiques. Sauf exceptions, cette ressource ne se régénère pas avec le temps, il faut donc utiliser des objets, se reposer ou trouver des points de sauvegarde pour récupérer la totalité des PM.

### Mana
Dans d'autre cas, on utilise le mana pour pouvoir lancer des capacités magiques. Contrairement à la ressource précédente, le mana est une ressource qui se régénère au cours du temps. Cependant, comme la ressource précédente, elle diminue en fonction du coût des capacités. Cette ressource est par exemple utilisée dans la saga Dragon Age pour les mages ou encore dans World of Warcraft pour les classes utilisant la magie. 

### Points d'action (PA)
Mis à part les PM et le mana, on peut également trouver les Points d'Actions servant de ressources pour utiliser des attaques magiques. Par exemple, dans The Last Remnant, chaque union attaquante gagne des points d'actions en début de chaque tour de jeu. Elle peut donc utiliser ses points pour effectuer soit des attaques physiques, soit des attaques magiques ou pour utiliser des compétences de soin, comme, "Missile mystique" qui est une attaque magique à longue portée ou encore "Givre Eternel" qui est un sort infligeant des dégâts de glace à l'union adverse.

### Objet
Les objets peuvent également servir à produire de la magie. En effet, un alchimiste peut combiner deux objets pour provoquer des effets inattendus comme par un exemple un puissant sort de magie noire. C'est le cas de Rikku dans Final Fantasy X, qui, une fois sa jauge de capacité spéciale remplie, peut mélanger deux objets pour créer divers effets.

## Types de magie

### Magie élémentaire
La magie élémentaire, qui, comme son nom l'indique, permet à l'utilisateur de contrôler les éléments. Par exemple, l'utilisateur de la magie élémentaire peut invoquer des éclairs pour infliger des dégâts électriques à sa (ses) cible(s), selon que le sort est un sort de zone, multicible cibles ou à cible unique. Dans la liste des éléments proposés par différents jeux, on trouve : le feu, la glace, l'eau, la foudre, le vent, la terre, les ténèbres, la lumière. Par exemple, dans Blue Dragon, en utilisant les compétences de magie noire des ombres des personnages, le lanceur peut recourir à des sorts tels que "brasier", "eau+", "vent+", "sol", "ombre+" ou encore "éclat+", pour infliger des dégâts respectifs de feu, eau, vent, terre, ténèbres et lumière, permettant ainsi d'exploiter les faiblesses élémentaires des ennemis. 

### Magie curative
La magie curative est utilisée pour soigner les altérations d'état, redonner des points de vie à un ou plusieurs alliés ou ranimer des alliés mis K.O au cours du combat. Par exemple, les utilisateurs de magie blanche, comme les prêtresses et les clercs de Disgaea 5 peuvent utiliser le sort appelé "soin" pour redonner des points de vie à un allié ou le sort "espoir" pour annuler les altérations d'états d'un allié. Les sorts les plus efficaces de cette catégorie touchent tous les membres de l'équipe : le sort "Media" de Persona 5 Royal soigne tous les alliés à la hauteur de 100 PV, ce qui fait gagner du temps par rapport au fait de lancer plusieurs fois le même sort de soin qui ne touche qu'un allié.

### Magie d'invocation
La magie d'invocation permet à son utilisateur de faire venir à ses côtés, des "familiers" dans le but de l'aider dans ses combats, que ce soit pour infliger des dégâts, soigner, ou encaisser les dégâts des attaques adverse à la place de l'invocateur. Les familiers peuvent être de n'importe quelle espèce. En effet, les familiers qui apparaissent dans les jeux vont des élémentaires aux créatures des différentes mythologies en passant par les chimères ou encore les morts-vivants. Par exemple dans Final Fantasy XIV, lorsque vous jouez un arcaniste, vous pouvez invoquer une créature nommée "Carbuncle", sous sa forme émeraude pour infliger des dégâts importants aux ennemis, ou alors cette même créature sous sa forme topaze, dans le but d'encaisser les dégâts à votre place. Toujours dans ce même jeu, si vous incarnez un Erudit, vous avez la possibilité d'invoquer une fée, afin de vous soigner ou de soigner les autres joueurs.

### Nécromancie
La nécromancie est une magie servant à communiquer avec les morts ou à les ramener à la vie. Dans les jeux vidéo, elle est utilisée pour insuffler la vie dans des corps qui en sont dépourvus, dans le but de les utiliser pour attaquer vos adversaires ou pour vous protéger des attaques. Mais dans certains cas, la nécromancie est simplement l'art de jouer avec la Mort. En effet, dans certains cas, elle permet par exemple de subsister sur le champ de bataille malgré le fait que le personnage ait été mis K.O. Par exemple, dans The Elder Scrolls V : Skyrim, il vous est possible d'apprendre des sorts de la branche "Conjuration", comme "surzombie", "Allié d'outre-tombe", qui une fois lancé sur un animal ou un humanoïde décédé, permet de le ramener à la vie pour qu'il combatte à vos côtés pendant 60 secondes.

### Magie-lame
La magie-lame est un type de magie qui permet d'appliquer un élément sur une arme, comme, procurer des flammes à une épée pour lui permettre d'infliger des dégâts de feu sur les ennemis. Un exemple de jeu où l'on trouve ce type de magie est le jeu Dragon's Dogma où, si vous choisissez de jouer la classe de "mage", il vous est possible d'apprendre des sorts qui permettent d'enduire les armes de l'élément, feu, glace, foudre, lumière ou ténèbres.

### Magie de soutien / support
La magie de soutien/support est une magie basée sur la gestion des statistiques des alliés et des ennemis, ou sur l'application d'entrave et d'altérations d'état. En effet certaines compétences de cette catégorie servent à augmenter les statistiques des alliés ou d'autres à diminuer les statistiques des ennemis ou encore empêcher les actions des ennemis. Par exemple, dans Final Fantasy X, Yuna peut utiliser les compétences de magie blanche "Blindage" et "Carapace", afin d'augmenter les résistances magiques et physiques des alliés. Un autre exemple est le rôle "saboteur" principalement utilisé par Vanille dans Final Fantasy XIII, qui possède les compétences "Fragilité" et "Défaillance" permettant de réduire les résistances physiques et magiques des ennemis.

### Magie du sang
La magie du sang, comme son nom l'indique, tire son pouvoir du sang de l'utilisateur. Cette magie permet au lanceur de ne pas utiliser de mana comme ressource mais directement ses points de vie. Cependant, il peut limiter la chute de ses points de vie en siphonnant la vie de ses adversaires. On retrouve ce type de magie dans Dragon Age II. En effet, la magie du sang est proposée comme spécialisation des classes de mage.
Dans Dragon Quest VIII, un sort permet de sacrifier un personnage pour remettre toutes les barres de santé de son équipe au maximum (et de ressusciter les membres de l'équipe morts au combat).

### Magie du temps
Ce type de magie permet de diminuer la vitesse des ennemis (augmenter l'intervalle de temps entre deux actions) ou augmenter la vitesse des alliés (réduire l'intervalle de temps entre deux actions) mais aussi d'empêcher les ennemis d'exécuter la moindre action sur un intervalle de temps donné. Ce type de magie est retrouvé par exemple dans Final Fantasy X-2, où les trois protagonistes, en revêtissent la vétisphère "Psychomancienne" peuvent arrêter le temps d'actions de tous les autres participants au combat et être le seul personnage à pouvoir exécuter des actions.

### Manipulation de l'environnement
Certains sorts permettent de manipuler l'environnement. En effet, les sorts de télékinésies par exemple, offrent la capacité à son lanceur, de soulever des objets à distances et put ainsi les utiliser à son avantage. Par exemple, dans Star Wars : le pouvoir de la force , le joueur contrôlant le "Jedi" peut utiliser la projection pour soulever les ennemis et les projeter au loin.